# Reinhold Otto Steingräber
Reinhold Otto Steingräber (* 9. Januar 1957 in Rostock; † 3. Februar 2006 in Geesthacht) war ein deutscher Ringer.

## Leben
Reinhold Steingräber, Rufname Otto, war bereits als Jugendlicher im Ringersport mit vielen Titeln im Jugend- und Juniorenbereich erfolgreich. Er erzielte zahlreiche Erfolge und durchlief in allen Altersklassen die DDR-Nationalmannschaft. 1976 und 1978 wurde er DDR-Meister der Männer sowie 1980 Vizeeuropameister. 1980 startete er bei den Olympischen Spielen in Moskau und belegte dort den 9. Rang. 1984 beendete Steingräber seine aktive Sportlerkarriere, in der er für den ASK Vorwärts Frankfurt rang.
Von 1984 bis 2004 war er Trainer für den Polizeisportverein Rostock, den er in die 1. Bundesliga führte. Zudem war er Landestrainer von Mecklenburg-Vorpommern. Steingräber führte verschiedene Ringer zu Deutschen Meisterschaften in den Einzelgewichtsklassen und zu fünf Deutschen Mannschaftsmeisterschaften im Jugendbereich. 
Reinhold Steingräber war der Gründer des Internationalen Ostseepokals, der Anfang der 1990er Jahre aus der Taufe gehoben wurde und 1996 zuletzt stattfand. Der Rostocker Ringsport ließ 2009 diese Tradition wiederbeleben.
Steingräber starb an einem erst kurz vor seinem Tod entdeckten Krebsleiden.